# قبة تشال
قبة تشال (بالفارسية: قپه چال) هي قرية تقع في قسم كلان الريفي (مقاطعة إيوان) في إيران.